# Yo Unhyŏng
 (août 2017).
Si vous disposez d'ouvrages ou d'articles de référence ou si vous connaissez des sites web de qualité traitant du thème abordé ici, merci de compléter l'article en donnant les références utiles à sa vérifiabilité et en les liant à la section « Notes et références ».
Dans ce nom coréen, le nom de famille, Yo, précède le nom personnel.
Yo Unhyŏng (né le 22 avril 1886 et mort le 19 juillet 1947) était un homme politique nationaliste de gauche de l'actuelle Corée du Sud.
Yo Unhyŏng soutenait que l'indépendance coréenne était essentielle à la paix mondiale et était un militant de la réunification de la Corée depuis sa division en 1945.
En prévision de la défaite du Japon lors de la Seconde Guerre mondiale, Yo Unhyŏng organise, en 1944, la Fraternité pour la restauration de la Corée, une organisation secrète nationale. Il forme également le Comité pour la préparation de l'indépendance de Corée. En septembre 1945, Yo Unhyŏng proclame la création de la République populaire coréenne, opposée au gouvernement provisoire de Syngman Rhee, et devient son vice-premier ministre. En octobre, il démissionne sous la pression du gouvernement militaire des États-Unis et organise le Parti populaire de Corée, et devient son président.
Lorsqu'un mouvement pour unifier la gauche et la droite politiques voit le jour en mai 1946, Yo Unhyŏng représente le centre gauche. Cependant, la position de Yo Unhyŏng est attaquée à la fois par l'extrême droite et l'extrême gauche, et ses efforts pour garder une position centriste sont rendus de plus en plus insoutenables par les réalités politiques de l'époque.
Le 19 juillet 1947, Yo Unhyŏng est assassiné à Séoul par un homme de 19 ans nommé Han Chigeun, un nouveau réfugié de Corée du Nord et membre actif d'un groupe de la droite nationaliste.